# Ludovina de Oliveira
Ludovina de Oliveira (sinh ngày 26 tháng 4 năm 1955) là một vận động viên người Mozambique. Bà đã tham gia nội dung ném đĩa nữ tại Thế vận hội Mùa hè 1980.